# Armen Ajrijew
Armen Tewanowicz Ajrijew (ros. Армен Теванович Айриев, orm. Արմեն Թևանի Հայրյան; ur. 7 września?/20 września 1910 we wsi Tug w Górskim Karabachu, zm. 13 lutego 1966 w Taszkencie) – radziecki lotnik wojskowy narodowości ormiańskiej, major, Bohater Związku Radzieckiego (1944).

## Życiorys
Urodził się w ormiańskiej rodzinie chłopskiej. Uczył się na fakultecie robotniczym, później pracował jako ślusarz w Samarkandzie, od września 1931 służył w Armii Czerwonej, od 1932 należał do WKP(b). Ukończył szkołę młodszych specjalistów lotniczych w Taszkencie i został mechanikiem lotniczym, a w 1940 skończył wojskową lotniczą szkołę pilotów, od czerwca 1941 walczył w wojnie z Niemcami. Uczestniczył w walkach na Froncie Południowym 1941–1942 i w bitwie pod Stalingradem, a w 1943 w walkach w Donieckim Zagłębiu Węglowym. Jako dowódca eskadry 503 szturmowego pułku lotniczego 206 Szturmowej Dywizji Lotniczej 7 Szturmowego Korpusu Lotniczego 8 Armii Powietrznej Frontu Południowego w stopniu kapitana do października 1943 wykonał 105 lotów bojowych, zniszczył 12 czołgów, 150 samochodów, 12 samolotów na lotniskach, 20 dział i do 320 żołnierzy wroga. Łącznie w czasie wojny wykonał 135 lotów bojowych na Froncie Południowym, Kalinińskim, Stalingradzkim, Północno-Kaukaskim, 4. Ukraińskim, 3., 2. i 1. Nadbałtyckim. W 1947 ukończył kursy doskonalenia kadry oficerskiej Sił Wojskowo-Powietrznych i został zastępcą dowódcy pułku lotniczego, w 1948 otrzymał stopień majora, w 1951 został przeniesiony do rezerwy. Pracował w Komitecie Wykonawczym Rady Miejskiej Taszkentu.

## Odznaczenia
- Złota Gwiazda Bohatera Związku Radzieckiego (13 kwietnia 1944)
- Order Lenina (13 kwietnia 1944)
- Order Czerwonego Sztandaru (dwukrotnie - 5 lutego 1942 i 12 grudnia 1942)
- Order Aleksandra Newskiego (24 maja 1945)
- Order Czerwonej Gwiazdy (5 listopada 1946)
- Medal „Za zasługi bojowe” (3 listopada 1944)
- Medal „Za obronę Moskwy” (1944)
- Medal „Za obronę Stalingradu” (1943)

I inne.